# Toyota Avensis Verso
La Toyota Avensis Verso è un'autovettura del tipo monovolume prodotta dalla casa automobilistica giapponese Toyota dal 2001 al 2009.

## Il contesto
Presentata in Giappone nel maggio 2001 la Avensis Verso sostituisce la Toyota Picnic ed è basata sulla piattaforma della berlina Avensis seconda serie. Il design è frutto del Centro Stile Toyota francese. Rispetto alla vecchia Picnic, la Avensis Verso è leggermente più grande per andare a competere con i principali concorrenti giapponesi come la Honda Odyssey e la Mitsubishi Grandis, inoltre costituisce il modello più grande della famiglia di monovolume Verso della Toyota posizionandosi sopra i modelli Yaris Verso e Corolla Verso.
Venne progettata per offrire un grande spazio interno inoltre la ruota di scorta venne posizionata sotto il pianale posteriore in modo da avere sette posti reclinabili e un vano di carico perfettamente piatto.. La carrozzeria è lunga 4,65 metri, larga 1,760 e alta 1,645 metri. 
In Giappone venne venduta come Toyota Ipsum (denominazione che identificava già la precedente Toyota Picnic) e venne offerta sia in versione a trazione anteriore che integrale. Dalla Avensis Verso venne ricavata anche la Toyota Gaia, una versione accorciata venduta solo in Giappone a 5 posti con padiglione posteriore più inclinato. 
La gamma motori era composta da due propulsori: il benzina 2,0 litri (1AZ-FE) quattro cilindri VVT-i erogante 150 cavalli con distribuzione a quattro valvole per cilindri e il turbodiesel 2.0 D-4D (1CD-FTV) common rail 16 valvole quattro cilindri erogante 116 cavalli. Entrambi erano accoppiati ad un cambio manuale a 5 rapporti oppure solo sul modello benzina ad un automatico a 4 rapporti. Solo sul mercato giapponese venne offerta con un unico motore da 2,4 litri (2AZ-FE) sedici valvole VVT-i erogante 158 cavalli accoppiato ad un cambio automatico a 4 rapporti. Le sospensioni anteriori sono di tipo a ruote indipendenti con schema McPherson mentre le posteriori adottano lo schema a ruote indipendenti multilink. I freni anteriori e posteriori sono a disco.

### Restyling 2003

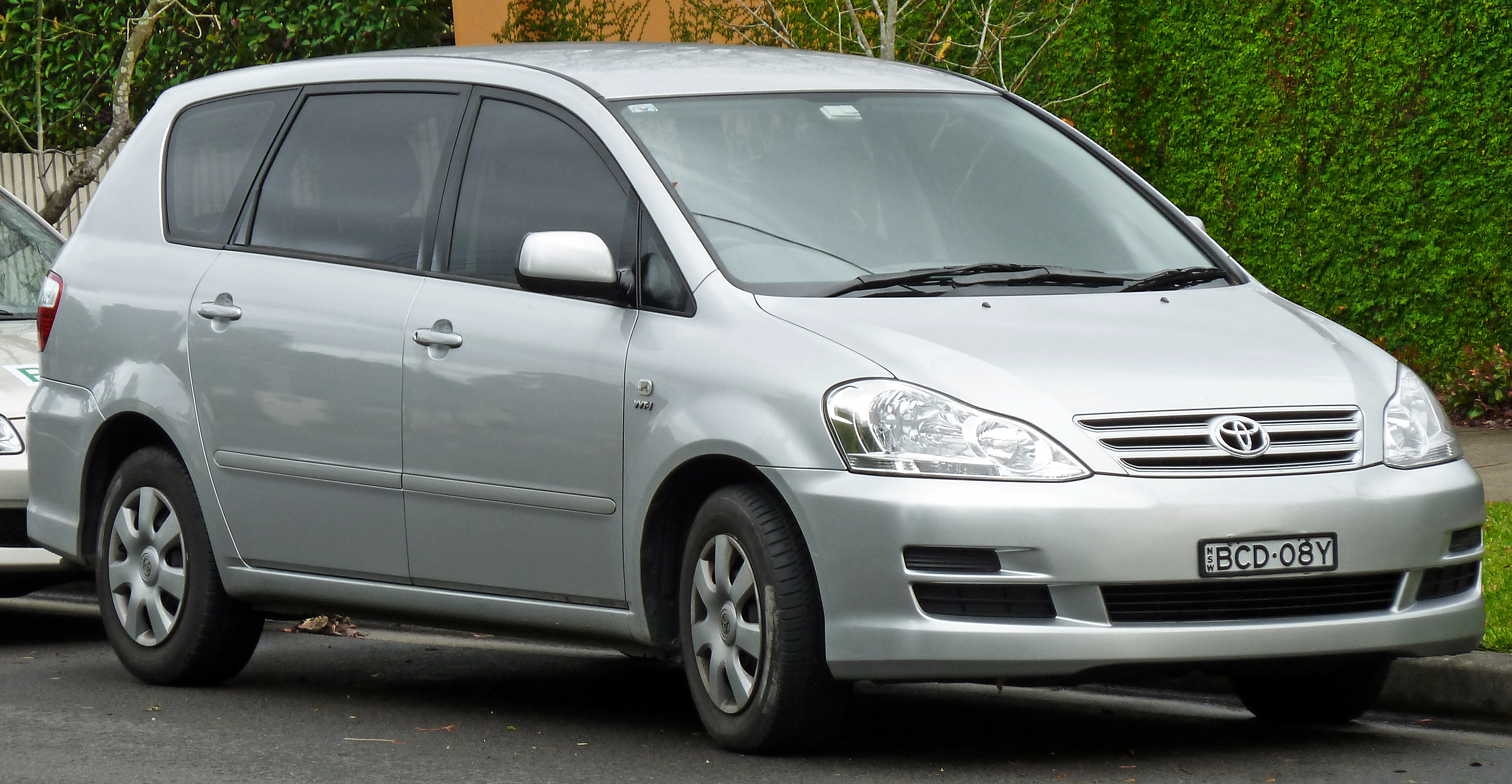
Avensis Verso Restyling del 2003

All'inizio dell'estate del 2003 venne introdotto un restyling leggero della Avensis Verso sul mercato giapponese, mentre in Europa sbarcherà solo dalla fine dello stesso come Model Year 2004. Il design divenne più moderno e in linea con i modelli contemporanei della casa nipponica, nello specifico vennero introdotti nuovi fanali dalla forma più slanciata e nuovo cofano anteriore e paraurti leggermente più grandi e dalla forma più aerodinamica, oltre a nuove minigonne laterali e nella coda debuttarono nuovi fanali dalla grafica più chiara. La lunghezza aumentò fino a 4,69 metri a causa dei nuovi paraurti. L'antenna venne riposizionata sul lunotto e vennero resi optional le barre sul tetto. Internamente la plancia venne aggiornata con nuove rifiniture in finto alluminio, nuova grafica per il quadro strumenti Optitron, nuovo sistema di navigazione satellitare da 7" con comandi touch screen e lettore DVD e nuovi sedili. Dal punto di vista della sicurezza vennero introdotti il controllo elettronico della stabilità e della trazione.
Nel dicembre 2009 la vettura esce di produzione; in Giappone il modello rimarrà senza una erede diretta fino al debutto della monovolume Toyota Prius+, mentre in Europa sarà sostituita dalla Toyota Verso più compatta.